# Andreas Cornelius
Andreas Evald Cornelius (født 16. marts 1993) er en dansk fodboldspiller, der spiller for den danske superligaklub F.C. København og for det danske landshold.
Han har tidligere spillet for den walisiske Premier League-klub Cardiff City, de italienske Serie A-klubber Atalanta Bergamo og Parma, franske Ligue 1-klub Bordeaux og tyrkiske Trabzonspor.

## Klubkarriere

### F.C. København (-2013)
Cornelius debuterede for FC Københavns førstehold den 9. april 2012 i 0-0 en kamp mod AGF på NRGi Park.
Hans præstationer i slutningen af foråret og i begyndelsen af efteråret 2012, hvor han blandt andet fik spilletid i alle fire Champions League-kvalifikationskampe og scorede fem mål i Superligaen, førte til en udtagelse til A-landsholdet til landsholdets første kvalifikationskamp til VM 2014 mod Tjekkiet som blot nittenårig. Han var desuden den første FC København spiller til at nå 14 mål i en efterårssæson. Den tidl. rekord var Dame N'doye's med 13 mål i efterårssæsonen 2010.
Den 26. september 2012 forlængede Andreas Cornelius sin kontrakt med F.C. København frem til år 2016 og tre dage senere den 29. september 2012 blev Cornelius med en scoring mod AC Horsens den blot femte teenager, der har scoret 10 superligamål. De 10 superligamål blev nået på blot 76 dage, hvilket er rekord i Superligaen.

### Cardiff City Football Club
Den 27. juni 2013 annoncerede Cardiff City FC, via deres officielle hjemmeside, at klubben har opnået en aftale med Andreas Cornelius, og han derfor skifter til klubben, såfremt han består lægetjekket. Prisen for ham forventes at være omkring 75 millioner kroner.
Andreas Cornelius scorede sit første mål for Cardiff i en træningskamp mod Forest Green Rovers efter 16 minutters spil.
Cornelius nåede kun, at være i Cardiff i en halv sæson, da han blev ramt af en skade, kort efter kontraktunderskrivelsen med den ny-oprykkede wallisiske klub.
Opholdet i Cardiff var ingen succes og klubbens ejer Vincent Tan udtalte bl.a. at han troede han havde købt en Bentley, men havde fået en Toyota.

### F.C. København (2014-2017)
Den 31. januar 2014, i de sidste timer af transfervinduet, skrev Andreas Cornelius under på en 5-årig kontrakt med F.C. København. Cornelius kom tilbage til F.C. København efter et mislykket ophold i den walisiske Premier League-klub, Cardiff City. Cornelius blev købt tilbage til klubben for 26 millioner kroner.
Den 13. april 2015 brækkede Andreas Cornelius venstre ankel i et åbent benbrud efter en tackling bagfra af Silkeborg IF's Dennis Flinta i en Superliga kamp mellem de to klubber. Skaden betød en pause for Cornelius på fire måneder. og resulterede i, at Cornelius missede 2015-udgaven af U/21 Europamesterskaberne.
Efter at være kommet tilbage fra sin skadespause fik Cornelius comeback i en reservekamp mod Brøndby den 10. august og scorede sit første mål efter skaden mod AaB til 1-1 i en 4-2-sejr i Telia Parken. Cornelius scorede to mål i de to efterfølgende kampe mod hhv. Randers  og Hobro. Scoringen mod Hobro var et sejrsmål til 1-0 i det 84. minut. Den 23. september scorede Cornelius til 2-0 i en pokalkamp mod FC Vestsjælland.

### Atalanta
2. maj 2017 blev det offentliggjort, at Cornelius skiftede til Atalanta B.C. med virkning fra sommeren samme år. Opholdet her blev dog ikke nogen større succes, blandt andet brændte han det afgørende straffespark i en Europa League-kamp mod FC København, der betød, at Atlanta på et tidligt tidspunkt måtte forlade denne turnering. Resultatet var, at han blev udlejet på sidste dag i sommerens transfervindue 2018.

### Bordeaux
Det var den franske Ligue 1-klub FC Girondins de Bordeaux, der stod klar til at leje Andreas Cornelius for et år. Det blev til i alt 29 kampe og 3 mål i klubben, trods det at han blev skadet og måtte sidde udenfor en stor del af forårssæsonen 2019.

### Parma
18. juli 2019 blev det officielt, at Cornelius skiftede til Parma på en femårig kontrakt. Ved afslutningen af 20/21-sæsonen rykkede Parma ned i Serie B, hvorefter Cornelius skiftede til tyrkiske Trabzonspor.

### Trabzonspor
Den 9. august 2021 blev det offentliggjort, at Cornelius skiftede til Trabzonspor. Cornelius blev med Trabzonspor tyrkisk mester.

### F.C. København (2022-)
Den 1. september 2022 blev det offentliggjort, at Andreas Cornelius skiftede tilbage til F.C. København.

## Landsholdskarriere
Andreas Cornelius har som ungdomsspiller opnået seks kampe for Danmarks U/18-fodboldlandshold og fjorten kampe for U/19-landsholdet.
Han opnåede som 19-årig debut for Danmarks U/21-fodboldlandshold i en en kamp mod Færøerne U/21 den 15. august 2012, og blot tre uger senere debuterede han for A-landsholdet, da han den 8. september 2012 blev skiftet ind i de sidste minutter af en landskamp mod Tjekkiet.
Han har spillet to landskampe for ligalandsholdet, begge i 2013. For ligalandsholdet scorede han hattrick i en kamp mod Canada.
22. marts 2013 scorede Cornelius sit første A-landsholdsmål, da han i sin fjerde A-landskamp scorede til 1-0 i en kvalifikationskamp mod Tjekkiet.
Han var med i tre af Danmarks kampe ved VM-slutrunden 2018, og han var igen med i truppen til EM-slutrunden 2020 (afholdt i 2021), hvor han blev skiftet ind i fire af kampene.

## Hæder

### Klub
- F.C. København
  - Superligaen: 2012-13, 2015-16, 2016-17,

2022-23
- - DBU Pokalen: 2014-15, 2015-16, 2016-17, 2022-23

- Trabzonspor: Vinder af Süper Lig 2021-22.

### Individuelt
- Topscorer i Superligaen: 2012-13 (18 mål)[23]
- Årets Superligaspiller: 2012-13[24]
- Årets talent: 2013[25]
- Månedens Superligaspiller, oktober 2016[26]